# Loreno

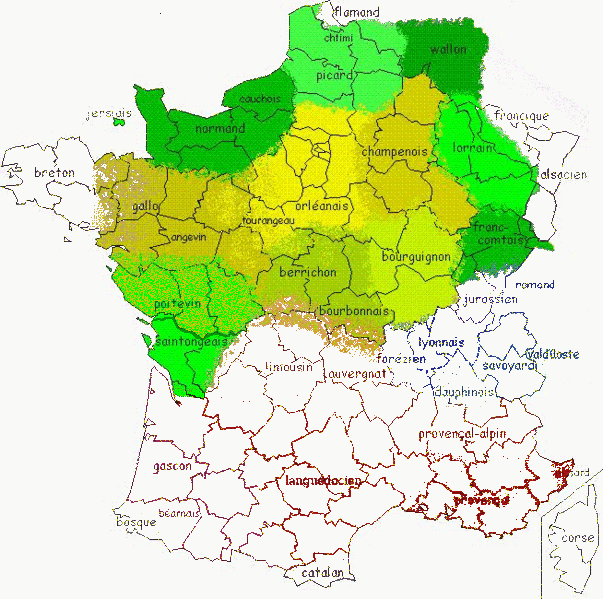
Loreno, no leste, entre outras línguas d’oïl

O loreno (lorrain) é uma língua d'oïl, conjunto de dialetos romanos da Lorena, muito pouco usado hoje em dia, embora cada vez mais as pessoas estejam interessadas e sejam estudados por linguistas. O Loreno se sobrepõe na fronteira belga onde é chamado gaumais. Também foi falado nos altos vales dos Vosgos e ele continuou lá de formas arcaicas como a conservação das africadas (tchaté para castelo); na direção alsaciana, há o patois welche relacionado com os dialetos do leste dos Vosgos.
Não confundir o Loreno com o Frâncico loreno, composto de vários dialetos germânicos da Lorena.

## Classificação Linguasphere
O observatório linguístico Linguasphere distingue sete variantes do Loreno:
- argonnais (Argonne, Woëvre, é das Ardenas Francesas, Mosa, Meurthe-et-Moselle)
- longovicien (Longwy, Longuyon, Meurthe-et-Moselle norte)
- gaumais (Arrondissement de Virton, cantões de Montmédy e Stenay e Mosa e o Cantão de Carignan em Ardenas)
- messin (Metz, Pays messin e toda a Mosela francófona)
- nancéien (Nancy, sul de Meurthe-et-Moselle)
- spinalien (Épinal, Vosgos centrais)
- déodatien (Saint-Dié, Altos-Vosgos)

Depois de 1870, os membros da Academia Stanislas de Nancy observaram 132 variantes Lorena de patois entre Thionville ao norte e Rupt-sur-Moselle, no sul, o que significa que as variantes principais são divididas em sub-variantes.